# Norman Mineta
Norman Yoshio Mineta (San Jose, Kalifornija, 12. studenog 1931.) je američki demokratski političar koji se trenutačno nalazi na funkciji ministra za transport u administraciji predsjednika Georgea W. Busha.

## Biografije
Mineta je rođen u kalifornijskom gradu San Jose u familiji japanskih imigranata. Nakon japanskog napada na Pearl Harbor, Mineta je, kao i mnogi Amerikanci japanskog porijekla, prisilno interniran s kalifornijske obale u unutrašnjost.
Logor u gradu Cody u Wyomingu gdje je bio smješten su povremeno posjećivali skauti, među kojima i budući senator Alan K. Simpson, koji će Mineti postati dugogodišnji prijatelj.
Godine 1953. Mineta je diplomirao ekonomiju, a potom se priključio američkoj vojsci, te je u Japanu i Južnoj Koreji služio kao obavještajni časnik. Nakon toga se priključio očevom osiguravajućem društvu.
Politikom se počeo baviti 1967. godine, kada ga je gradonačelnik San Josea imenovao na ispražnjeno mjesto u gradskom vijeću. Godine 1969. postao je zamjenik gradonačelnika, a dvije godine kasnije i gradonačelnik te tako ušao u povijest kao prvi azijski Amerikanac kome je to uspjelo u jednom većem gradu.
Godine 1975. je izabran u Dom zastupnika američkog Kongresa, gdje je sjedio do 1995. godine. Nakon toga je radio u korporaciji Lockheed, a 2000. godine ga je predsjednik Bill Clinton imenovao za ministra za trgovinu. Mineta je tako postao prvi Amerikanac azijskog porijekla u federalnom kabinetu.
Nakon izborne pobjede, George W. Bush mu je ponudio mjesto ministra za transport. Mineta je pristao i danas je jedini član Demokratske stranke u njegovom kabinetu. 
Mineta je odigrao važnu ulogu za vrijeme napada 11. rujna. Po njegovoj naredbi su nad zračnim prostorom SAD prisilno spušteni svi civilni zrakoplovi, a odmah je istu naredbu dao i njegov kanadski kolega. Mineta je nekoliko dana nakon napada izdao još jednu naredbu, kojom zračnim linijama zabranjuje profiliranje putnika po rasi.
23. lipnja 2006. je predsjedniku Bushu podnio ostavku, koja je na snagu stupila 7. srpnja.